# Pelates quadrilineatus
Pelates quadrilineatus är en fiskart som först beskrevs av Bloch, 1790.  Pelates quadrilineatus ingår i släktet Pelates och familjen Terapontidae. Inga underarter finns listade i Catalogue of Life.